# Час у Новій Зеландії
Нова Зеландія використовує час двох поясів, що мають назви «Новозеландський час» (NZST, зміщення від UTC +12:00) та «Чатемський час» (CHAST, зміщення від UTC +12:45). З останньої неділі вересня до першої неділі квітня щорічно діє літній час — відповідно «Новозеландський літній час» (NZDT, зміщення від UTC +13:00) та «Чатемський літній час» (CHADT, зміщення від UTC +13:45). Новозеландський час використовується на більшій частині території країни, включно з головними островами — Південним і Північним, та рядом дрібних островів, чатемський час обмежений лише однойменним архіпелагом у південно-східній частині країни. Новозеландський час також діє на антарктичній території Росса, на яку претендує Нова Зеландія. Дослідницькі станції, розташовані тут (включно з іноземними) також використовують NZST/NZDT.
Залежні території Нової Зеландії використовують географічно властиві їм часові пояси:
- Токелау — UTC+13:00
- Ніуе — UTC-11:00
- Острови Кука — UTC-10:00

Два останні утворення розташовані по інших бік лінії зміни дат, відтак час там майже на добу «відстає» від Нової Зеландії. Токелау й Ніуе мають на годиннику один і той же час, але на календарі різну дату.

## Історія
Нова Зеландія стала однією з перших країн, де було запроваджено єдиний час. 2 листопада 1868 року тут встановлено час, що відповідав зміщенню від UTC +11:30, тобто, за меридіаном 172°30′ східної довготи, що перетинає головні острови майже посередині.
Літній час вперше введено у сезоні 1927/28 — стрілки годинників були переведені на годину вперед 6 жовтня 1927 року, час став відповідати UTC +12:30, а назад — 4 березня 1928 року. З наступного сезону сезонне зміщення часу було зменшене до півгодини з тим, щоб улітку час дорівнював UTC+12:00. Такий порядок обчислення літнього часу діяв до 1940 року включно, а вже у 1941 році стрілки годинників не були повернуті до стандартного часу, відтак час став цілорічно відповідати UTC+12:00.
Починаючи з 1974 року, літній час знову став використовуватися, але вже відносно UTC+12:00 як стандартного. UTC+13:00 спочатку діяв з першої неділі листопада до останньої неділі лютого, згодом період його дії розширювався, і з 2007 року діє чинний порядок обчислення часу.